# Ludovico Buti

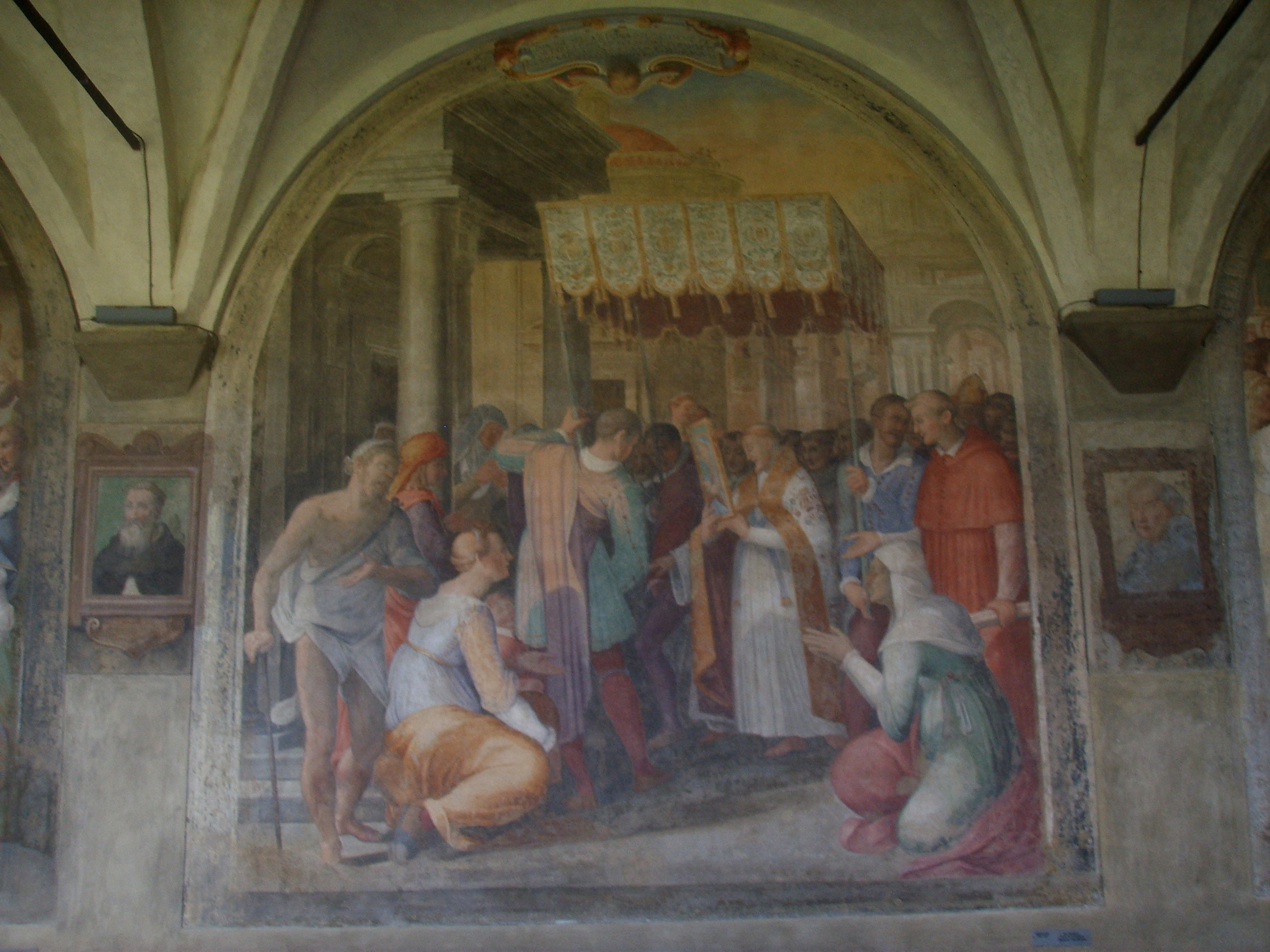
Santo Domingo lleva en procesión una imagen de la Virgen, Santa Maria Novella, Florencia.

Ludovico Buti (Florencia, c. 1550/1560-1611) fue un pintor manierista italiano.

## Datos biográficos
Probable discípulo de Michele Tosini, posteriormente se convirtió en colaborador de Giorgio Vasari, contribuyendo al gran proyecto de decoración del Studiolo de Francisco I del Palazzo Vecchio de Florencia. Fue también ayudante de otros de los grandes pintores florentinos del momento, como Santi di Tito, Bernardino Poccetti o Alessandro Allori en encargos de gran envergadura. Entre ellos figura la decoración de diversas celdas en el Chiostro Grande (Gran Claustro) de Santa Maria Novella.
En 1589, el Gran Duque Fernando I de Médici le encargó la decoración de la Sala de Mapas y el Stanzino delle Matematiche del Palacio de los Uffizi, siguiendo diseños de Stefano Buonsignori. Parece que una de las grandes especialidades de Buti fue la pintura al fresco, como revelan su Anunciación en la Basilica de la Madonna de la Humilità en Pistoia y otras obras en la Catedral de Fiesole.
En los últimos años de su carrera, Ludovico fue sensible a las innovaciones que el naciente estilo del barroco estaba imponiendo en el arte de su tiempo. Falleció en Florencia el 9 de agosto de 1611.

## Obras destacadas
- Armería (1570-71, Studiolo de Francisco I, Palazzo Vecchio, Florencia)
- Apolo y Quirón (1570-71, Studiolo de Francisco I, Palazzo Vecchio, Florencia)
- Frescos de la Sala de Mapas (1589, Florencia)
- Frescos del Stanzino delle Matematiche (1589, Florencia)
- Frescos del Chiostro Grande (Santa Maria Novella, Florencia)
  - Santo Tomás de Aquino en la cátedra
  - Santo Domingo lleva en procesión una imagen de la Virgen
  - La Virgen se aparece a Santo Domingo
  - Muerte de Santo Domingo
  - El Beato Reginaldo toma el hábito dominicano
- Anunciación (Basilica della Humilità, Pistoia)